# 국립신암선열공원

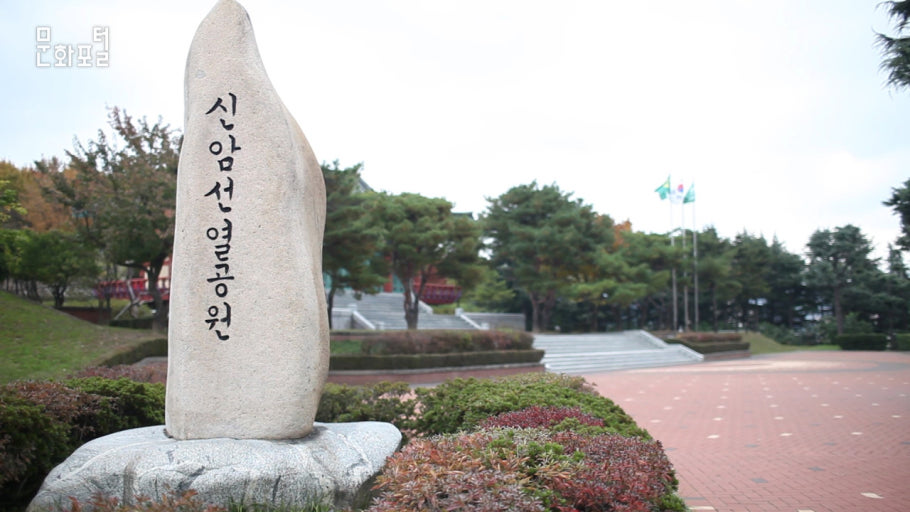
신암선열공원 비석

국립신암선열공원(國立新巖先烈公圓)은 대구광역시 동구 동북로71길 33 (신암5동 산27-1)에 있는 국립묘지다.
북구 복현2동 경계 근처에 있으며, 1955년 남구 대명동 시립공동묘지 일대에 산재해 있던 독립유공자 묘역을 현 위치로 이전하면서 집단 묘역으로 조성되었다. 1974년 경상북도에서 대구시로 관리권이 이양되었고, 대구시가 1982년 2월 13일 '대구광역시 선열묘지 설치 및 운영 조례'를 제정하고 체계적인 관리가 시작되었다. 2018년 5월부터 국립묘지로 지정되었다.